# Vladimir Granat
Vladimir Vasilyevich Granat - em russo, Владимир Васильевич Гранат (Ulan-Ude, 22 de maio de 1987) - é um futebolista russo que atua como zagueiro. Defende atualmente o Rubin Kazan.

## Carreira

### Zvezda Irkutsk
Vladimir Granat se profissionalizou no 	Zvezda Irkutsk, em 2004.

### Rubin Kazan
Vladimir Granat se transferiu para o Rubin Kazan, em 2017. 

## Títulos
Spartak Moscou
- Campeonato Russo: 2016–17